# 高雄市美濃運動中心
高雄市美濃運動中心（Kaohsiung Meinong Sports Center），是高雄市第五座國民運動中心。運動中心位於高雄市美濃區，由美濃國中體育館重新整修而成，委外由帕克運動館營運，於2022年10月23日試營運，2022年12月1日正式營運。第二期景觀改善工程於2022年10月17日開工，以「地方特色運動公園」為目標，將結合景觀水岸公園，預計2023年4、5月完工。

## 設施介紹
- 健身房
- 樂齡健身教室（銀髮智能環狀系統健身器材）
- 羽球場（共6面）
- 籃球場（全場）
- 戶外網球場（紅土場地2面、PU場地1面）

## 週邊設施
- 高雄市立美濃國民中學
- 美濃國中客家文物民俗館
- 美濃區公所

## 交通

### 公共自行車
- 高雄市公共自行車租賃系統：
  - 高雄市美濃運動中心：中正路一段191號

## 外部連結
- 高雄市美濃運動中心的Facebook專頁